# Spruchreife
Spruchreife stellt ein Stadium in einem Gerichtsverfahren dar, in der es für eine Entscheidung keiner weiteren Aufklärung des Sachverhalts mehr bedarf und das Gericht deshalb eine abschließende Entscheidung treffen kann.

## Deutschland

### Verwaltungsprozess
Für Verfahren vor dem Verwaltungsgericht ist die Spruchreife in § 113 Abs. 5 Satz 1 VwGO erwähnt und liegt vor, wenn die tatsächlichen und rechtlichen Voraussetzungen für eine gerichtliche Entscheidung über das Klagebegehren gegeben sind. 
Unterlässt es eine Behörde, einen begünstigenden Verwaltungsakt zu erlassen oder lehnt sie diesen ab (etwa eine Genehmigung oder Anrechnung), so kann dies – in der Regel nach Durchführung eines Vorverfahrens (§ 68 Abs. 2 VwGO) – mit einer Verpflichtungsklage (§ 42 Abs. 1 VwGO) angegriffen werden. Hatte der Kläger Anspruch auf Erlass dieses Verwaltungsakts, so stellt das Gericht fest, dass das Unterlassen oder die Ablehnung durch die Behörde rechtswidrig war und den Kläger in seinen Rechten verletzt hat. Ebenso verpflichtet das Gericht die Behörde, den begehrten Verwaltungsakt (z. B. die Genehmigung) nun zu erlassen.
Spruchreife liegt also immer dann vor, wenn der Kläger infolge vorliegender Tatbestandsvoraussetzungen Anspruch auf Erlass des begehrten Verwaltungsakts hat, wenn also die Behörde verpflichtet ist, dem Antrag des Antragstellers zu entsprechen.  Das ist dann der Fall, wenn das Gesetz eine gebundene Entscheidung vorsieht (wenn das Gesetz die Rechtsfolge vorschreibt, z. B. die Erteilung einer Baugenehmigung) oder wenn das Ermessen der Behörde auf Null reduziert ist. Das Gericht spricht dann ein Vornahmeurteil aus. 
Gemäß § 86 Absatz 1 VwGO ist das Gericht im Rahmen seiner Amtsermittlungspflicht grundsätzlich verpflichtet, die Spruchreife unter Berücksichtigung eventueller, behördlicher Vorentscheidungen bzw. Zusagen (sogenannte Entscheidung nach Aktenlage) eigenständig herzustellen und über den Erlass des begehrten Verwaltungsaktes abschließend zu entscheiden.
Hat die Behörde weiterhin einen Ermessens- oder Beurteilungsspielraum, so ergeht mangels Spruchreife ein Bescheidungsurteil. Die Behörde ist dann verpflichtet, unter Zugrundelegung der Ansicht des Gerichts über die Sache zu entscheiden, also den Antragsteller neu oder erstmals überhaupt zu bescheiden, wenn der Verwaltungsakt bis dahin unterblieben ist.

### Zivilprozess
Ist von mehreren in einer Klage geltend gemachten Ansprüchen (Klagenhäufung) nur der eine oder ist nur ein Teil eines Anspruchs oder bei erhobener Widerklage nur die Klage oder die Widerklage spruchreif, so kann das Gericht ein entsprechendes Teilurteil erlassen (§ 301 ZPO).
Hat der Beklagte die Aufrechnung einer Gegenforderung geltend gemacht, so kann, wenn nur die Verhandlung über die Forderung zur Entscheidung reif ist, diese unter Vorbehalt der Entscheidung über die Aufrechnung ergehen (§ 302 ZPO).
Im Versäumnisverfahren kann das Gericht nach Lage der Akten entscheiden, wenn der Sachverhalt für eine derartige Entscheidung hinreichend geklärt erscheint (§ 331a ZPO).

### Strafprozess
Eine § 113 Abs. 5 Satz 1 VwGO entsprechende Regelung enthält § 115 Abs. 4 StVollzG für gerichtliche Entscheidungen der Strafvollstreckungskammer über die Ablehnung oder Unterlassung einer Maßnahme im Strafvollzug.
Gem. § 489 StPO sind personenbezogene Daten in Dateien zu löschen, wenn ihre Speicherung unzulässig ist oder sich aus Anlass einer Einzelfallbearbeitung ergibt, dass die Kenntnis der Daten nicht mehr erforderlich ist. Ohne staatsanwaltschaftliche Einzelfallbearbeitung zur Prüfung der Erforderlichkeit der weiteren Datenspeicherung ist eine gerichtliche Entscheidung über die Löschung nicht spruchreif.

## Österreich
Im Zivilprozess hat der Vorsitzende die Verhandlung für geschlossen zu erklären, wenn der Senat die Streitsache oder den abgesondert zu erledigenden Antrag, über welchen die Verhandlung stattfindet, als vollständig erörtert und auf Grund der aufgenommenen Beweise zur Entscheidung reif (spruchreif) erachtet (§ 193 ZPO).
Nach der bis zum 31. Dezember 1974 geltenden Fassung der Strafprozeßordnung konnten gem. § 57 die noch nicht spruchreifen Teile eines gemeinsamen Verfahrens oder auch das bereits spruchreif gewordene Verfahren ausgeschieden werden. Die Trennung von Verfahren ist seit dem 1. Januar 1975 in § 27 StPO geregelt.

## Schweiz
Im ordentlichen Verfahren trifft das Gericht bei versäumter Klageantwort und nach unbenutzter (Nach-)Frist einen Endentscheid, sofern die Angelegenheit spruchreif ist (Art. 223 ZPO).
Im Adhäsionsverfahren muss das Strafgericht über die anhängig gemachte Zivilklage entscheiden, wenn der Sachverhalt spruchreif ist (Entscheidpflicht). Ansonsten verweist es die Zivilklage auf den Zivilweg (Art. 126 StPO).